# اشتورم‌گشوتس ۳
اشتورم‌گشوتس ۳ (آلمانی: Sturmgeschütz III - StuG III) معروف به اشتوگ ۳ یک توپ تهاجمی ساخت آلمان بود که در طول جنگ جهانی دوم به عنوان بیشترین خودروی زره‌پوش رزمی تمام شنی و دومین خودروی زره‌پوش رزمی از همه گونه‌ها پس از نیمه شنی اس‌دی.کی‌اف‌زد ۲۵۱ تولید شد. این رزه‌پوش بر اساس شاسی تانک پنزر ۳، با جایگزینی یک اتاقک زرهی ثابت همراه یک توپ قدرتمندتر به جای برجک طراحی شده بود. اشتوگ ۳ در ابتدا به عنوان یک توپ تهاجمی متحرک جهت تأمین آتش پشتیبانی مستقیم برای پیاده‌نظام ساخته شد، امّا بعدها با دریافت بهبود مستمر به عنوان زره‌پوش ضدتانک مورد استفاده قرار گرفت.

## طراحی و توسعه
طراحی اشتورم‌گشوتس ریشه در تجربیات نظامی آلمان‌ها در جنگ جهانی اول، هنگامی که در عملیات‌های تهاجمی در جبهه غربی، نیروی پیاده از ابزار پشتیبانی مؤثر در مقابل استحکامات دشمن برخوردار نبود، داشت. توپخانه‌های آن زمان با وزن سنگین از تحرک لازم جهت همراهی پیاده‌نظام پیش‌رونده برای منهدم کردن سنگرهای دشمن برخوردار نبودند. اریش فن مانشتاین، ژنرال آلمانی را بنیانگذار توپخانه تهاجمی (Sturmartillerie) دانسته‌اند. فن مانشتاین نخستین بار پیشنهاد بهره‌گیری از این ادوات در نقش تأمین آتش پشتیبانی مستقیم برای لشکرهای پیاده‌نظام را در سال ۱۹۳۵ میلادی با ژنرال لودویگ بک، فرمانده وقت ستاد عالی فرماندهی نیروی زمینی آلمان در میان گذاشت.
پانزدهم ماه ژوئن سال ۱۹۳۶، دایملر آگ سفارشی مبنی بر طراحی یک خودروی زرهی پشتیبانی پیاده‌نظام با قابلیت نصب یک توپ ۷۵ میلی‌متری دریافت کرد. اتاقک ثابت و یکپارچه توپ باید می‌توانست حداقل تا ۲۵ درجه و حداکثر تا ۳۰ درجه به اطراف بچرخد و برای بالای سر خدمه محافظت تأمین کند. مقرر شد توپ این زره‌پوش به اندازه‌ای قابل بالا آوردن باشد که در حالت آتش غیرمستقیم بتواند دست‌کم تا فاصله ۶ کیلومتری را مورد اصابت قرار دهد. ارتفاع خودرو نیز نباید از قد یک سرباز متوسط فراتر می‌رفت. همچنین زره پیشین باید تاب‌آوری لازم مقابل گلوله‌های ضد زره ۲۰ میلی‌متری و مابقی سطح بدنه در مقابل آتش تسلیحات سبک را دارا می‌بودند. ستاد کل فرماندهی نیروی زمینی هدف از طراحی این زره‌پوش را منهدم کردن جایگاه تیربارهای دشمن در برد عملیاتی پیاده‌نظام و در فاصله حداکثر ۴ کیلومتری تعیین کرد.
شرکت کروپ نیز موظف به طراحی تسلیحات مورد نیاز در زره‌پوش جدید شد. این شرکت ملزم شد در ابتدا چهار نمونه چوبی از توپ مورد نظر را برای پیش‌نمونه‌ها آماده کند.
در ابتدا اسم رمز Pak(Sfl.) و سپس Pz.Sfl.III (S.Pack) بر این پروژه نهاده شد.
دایملر آگ بنا بر خواستهٔ نیروی زمینی مبنی بر به‌کارگیری یکی از شاسی‌های موجود از شاسی و شنی تانک متوسط پنزر ۳ خود به عنوان پایه این خودرو استفاده کرد. تولید نخستین پیش‌نمونه‌ها به کارخانه آلکت سپرده شد که تا سال ۱۹۳۷ پنج پیش‌نمونه بر پایه شاسی پنزر ۳ مدل بی تولید کرد. این پیش‌نمونه‌ها دارای نمونه چوبی توپ ۷۵ میلی‌متری کوتاه StuK 37 L/24 ساخت شرکت کروپ بودند. در این پیش‌نمونه‌ها سقف وجود نداشت و به شکل روباز ساخته شده بودند. البته در مدل‌های بعدی از سال ۱۹۳۹ با توجه به الزامات تاکتیکی و برای جلوگیری از ورود ترکش یا گلوله‌های کمانه کرده به داخل زره‌پوش، از صفحه نازکی به عنوان سقف استفاده شد که تنها می‌توانست جلوی ترکش‌های ۸۱ میلی‌متری خمپاره را بگیرد.
در حالی که اشتوگ نوعی توپ خودکششی تلقی می‌شد، مشخص نبود در کدام بخش از نیروی زمینی به کار برده خواهد شد. نه قوای زرهی و نه واحدهای پیاده هیچ‌کدام از آرایش‌های لازم جهت به‌کارگیری اشتوگ را برخوردار نبودند. نهایتاً تصمیم بر آن شد که از این خودروی جدید در بخش توپخانه استفاده شود. زره‌پوش‌های اشتوگ با اصول رزم خاص خود در غالب گردان سازمان یافتند. پشتیبانی پیاده‌نظام با آتش مستقیم وظیفهٔ اصلی این زره‌پوش‌ها تلقی می‌شد.
با توجه به اینکه اشتوگ جهت ایفای نقش رزمی پشتیبانی نزدیک از پیاده‌نظام طراحی شده بود، در مدل‌های اوّلیه از توپ کوتاه StuK 37 L/24 با گلوله‌های کم سرعت استفاده شد که آن را بسیار به نخستین مدل‌های تانک پنزر ۴ مشابه ساخته بود. این گلوله‌های کم سرعت به شکل سبک با فولاد نازک و مقادیر زیادی مواد منفجره ساخته شده بودند تا اهداف نرم و استحکامات را منهدم کنند. امکان شلیک انواع دیگر گلوله شامل گلوله‌های دودزا و گلوله‌های ضد زره نیز برای این توپ وجود داشت. به هر حال گلوله‌های استاندارد انفجاری نمی‌توانستند به خوبی در زره اهداف نفوذ کنند. هنگامی که نیروهای آلمانی با تانک‌های کی‌وی-۱ و تی-۳۴ ارتش سرخ برخورد کردند، اشتوگ در ابتدا با توپ پُر سرعت StuK 40 L/43 مسلح شده بود که از پاییز سال ۱۹۴۲ به توپ بلندتر StuK 40 L/48 تغییر یافت. این توپ‌های پر سرعت مشابه توپ‌هایی بودند که به قصد شکار تانک‌ها دشمن بر روی تانک‌های پنزر ۴ نصب شده بودند. گلوله‌های پُر سرعت سنگین این توپ مقدار بسیار کمتری مواد منفجره حمل می‌کردند؛ به همین جهت اثر انفجاری کمتری بر نیروهای پیاده و استحکامات داشتند.
از ۲۸ ماه مارس سال ۱۹۴۰ برای نخستین با از عنوان اشتورم‌گشوتس به معنای توپ تهاجمی برای این زره‌پوش استفاده شد. البته نامی که دفتر تسلیحات نیروی زمینی بر روی شماره سریال تولیدات حک می‌کرد Gepanzerte Selbfahrlafette für Sturmegschütz 7,5 cm Kanone (Sd.Kfz.142) یا به صورت مخفف gp.Sfl.f.Stu.G. 7.5 cm K بود.
با توجه به محدودیت در چرخش افقی توپ، کل زره‌پوش می‌بایست در موقعیت‌های مختلف به‌ویژه هدف قرار دادن اهداف متحرک در فاصله نزدیک، مکرراً به اطراف می‌چرخید.
از ماه دسامبر سال ۱۹۴۲ با اضافه شدن یک زره مربع شکل امکان نصب یک مسلسل ام‌گه ۳۴ بر فراز بدنه اشتوگ ۳ مدل جی (Ausf. G) با کنترل بارگذار برای مقابله با پیاده‌نظام دشمن فراهم آمد. این تابستان سال ۱۹۴۴ این زره با یک جایگاه گردان مسلسل جایگزین شد تا بارگذار بدون خارج شدن از زره‌پوش از راه دور به کمک یک پریسکوپ آن را کنترل کند.
زره‌پوش اشتوگ ۳ می‌توانست حداکثر از کانال‌هایی به عرض ۲٫۵ متر، رودخانه‌هایی به عمق ۸۰ سانتی‌متر و موانعی به ارتفاع ۶۰ سانتی‌متر گذر کند و در سطوحی با زوایه ۳۰ درجه پیش برود.
در مجموع، تولید زره‌پوش‌های اشتورم‌گشوتس ارزان‌تر و سریع‌تر از سایر تانک‌های آلمانی هم‌دورهٔ خود صورت می‌گرفت. این امر به دلیل حذف برجک بود که کار تولید را بسیار ساده‌تر می‌کرد و امکان نصب توپ بزرگ‌تری بر روی شاسی را فراهم می‌آورد. تا پایان جنگ بیش از ۱۰ هزار دستگاه از اشتوگ ۳ تولید شد.

## تاریخچهٔ عملیاتی

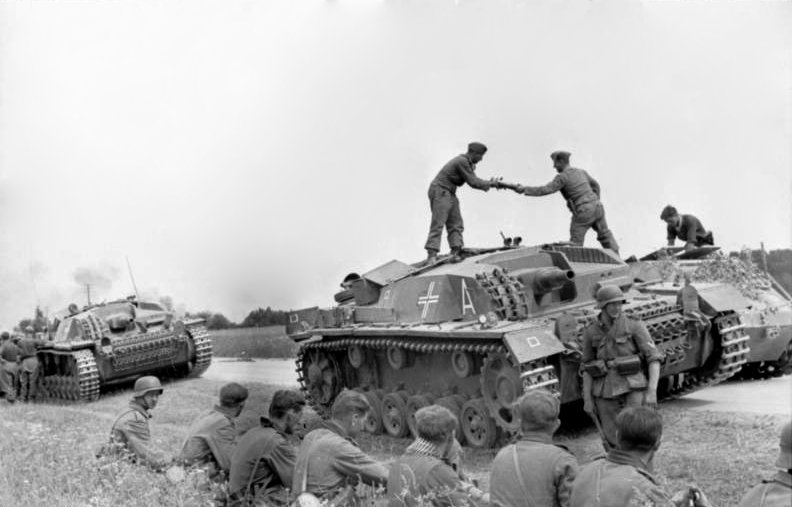
اشتوگ ۳ مدل بی در لتونی در طول عملیات بالتیک

زره‌پوش‌های اشتوگ ۳ در میدان‌های نبرد بسیار مؤثر حاضر شدند و در تمامی جبهه‌ها از روسیه و شمال آفریقا تا جبهه غربی و ایتالیا به عنوان توپ تهاجمی و زره‌پوش ضد تانک خدمت کردند. این زره‌پوش‌ها با حضور در کنار قوای پیاده بر روی آن‌ها نیز تأثیرگذار بودند. به جهت ارتفاع کوتاه، استتار و پنهان کردن اشتوگ ۳ عملی راحت و هدف قرار دادن آن کاری دشوار بود. البته زره نازک سقف، اطراف و بخش پشتی بدنه، نقصان دایره دید (به‌ویژه در برابر مین‌ها و موانع)، قوس بالای شلیک و فقدان تسلیحات دفاع نزدیک (در نمونه‌های اوّلیه) این زره‌پوش را به حضور نیروهای پیاده در اطراف آن وابسته و در نبود آن‌ها آسیب‌پذیر می‌کرد.
این زره‌پوش‌ها با توجه به نداشتن برجک چرخان و استفاده از زره نازک تأثیر بیشتری در حالات تدافعی نسبت به نقش تهاجمی داشتند. به همین دلیل، مقرر شد که تنها در حالت تدافعی و پس از از بین رفتن ادوات ضد تانک دشمن، در نقش ضد تانک به کار گرفته شوند و هنگام عملیات‌های تهاجمی تنها پس از شکسته شدن خط دفاعی دشمن در خطوط بعدی و با همراهی پیاده‌نظام و سایر توپ‌های خودکششی پیشروی کنند و هیچ‌گاه نقش سرنیزه زرهی را نداشته باشند. در چنین عملیات‌هایی هدف اوّل اشتوگ ۳ جایگاه تسلیحات ضد تانک دشمن و پس از آن سایر استحکامات تلقی می‌شد. در صورت وجود مهمات کافی، اشتوگ ۳ می‌توانست حتی نقش توپخانه لشکر را نیز ایفا کند.
تجارب میدانی استفاده از اشتوگ ۳ در رزم در مناطق شهری و جنگلی و عملیات‌های شبانه را نامناسب نشان می‌داد. حضور زرمی در مناطق شهری یا جنگلی تنها به مواقع وجود پشتیبانی نزدیک و قوی پیاده‌نظام محدود شده بود. جای‌گیری، استتار و تأمین حوزهٔ دید مناسب، غافلگیر کردن دشمن، شلیک بدون اخطار قبلی و پیش‌بینی مسیری شفاف، امن و بدون مانع جهت عقب‌نشینی یا سوخت‌گیری و تسلیح مجدد از مهم‌ترین و ضروری‌ترین اصول عملیاتی توصیه شده در رابطه با اشتوگ ۳ بود. استفاده از گلوله‌های دودزا (۱۰ تا ۲۵ درصد مهمات ذخیره شده درون زره‌پوش) هنگام عقب‌نشینی یا قرار گرفتن در محاصره برای مسدود کردن دید دشمن نیز مورد اشاره بود. همکاری نزدیک زره‌پوش اشتوگ ۳ با واحدهای مهندسی جهت فراهم آوردن مسیری مناسب باعث به حداکثر رسیدن کارایی آن می‌شد. فراتر نرفتن سرعت از ۲۵ کیلومتر بر ساعت به جهت جلوگیری از افتادن فاصلهٔ زیاد بین زره‌پوش‌ها و پیشروی قدم به قدم به سمت اهداف برای حفظ حضور مستمر پیاده‌نظام در کنار زره‌پوش‌ها نیز ضروری به نظر می‌رسید. همچنین توصیه شده بود زره‌پوش اشتوگ ۳ با احتیاط و با حداکثر سرعت ۸ کیلومتر بر ساعت از روی پل‌ها عبور کند؛ در حالی که در صورت امکان عبور از درون آب بیشتر توصیه می‌شد.
زره‌پوش اشتوگ ۳ قهرمان گمنام عرصهٔ نبردهای دفاعی نیروهای آلمانی بین سال‌های ۱۹۴۳ تا ۱۹۴۵ به حساب می‌آید. این زره‌پوش موفق شد در مجموع بیش از ۲۰ هزار زره‌پوش دشمن را تنها در سال ۱۹۴۰ از میان بردارد که بیش از مجموع آمار مربوط به تانک‌های تیگر و پنتر است.
گردان‌های به کاربرنده اشتوگ ۳ هر یک دارای یک واحد فرماندهی و سه گروهان هر کدام با شش اشتوگ ۳ در غالب سه دسته بودند که بعدها با اضافه شدن یک دستگاه اشتوگ ۳ دیگر به واحد فرماندهی تعداد آن‌ها به ۷ دستگاه رسید. تعدادی زره‌پوش از انواع دیگر همانند نیمه‌شنی Sd.Kfz.253 نیز برای اهدافی همچون شناسایی در این واحدها حضور داشتند. این گردان‌ها مستقلانه و مستقیماً زیر نظر فرماندهی عالی عمل می‌کردند. به هر حال در مواردی به ندرت تحت فرماندهی واحد توپخانه قرار می‌گرفتند. فرمانی مبنی عدم جدا شدن واحدهای درون گردان اشتوگ ۳ به جهت حفظ قدرت آتش کافی ابلاغ شده بود که این اقدام را تنها در شرایط کوتاه‌مدّت استثنایی مجاز می‌شمرد.
توپ تهاجمی اشتوگ ۳ مقرون به صرفه از تانک‌های سنگین‌تر آلمانی همچون تانک تیگر ۱ و تانک پنتر بودند. با تزلزل موقعیت آلمان در سال‌های بعدی جنگ، اشتوگ‌های بیشتری نسبت به تانک‌ها به‌ویژه به جهت سهولت ساخت، تولید شدند. تا دهم ماه آوریل سال ۱۹۴۵، ۱۰۵۳ دستگاه اشتوگ و ۲۷۷ دستگاه اشتوه (StuH) همچنان در خدمت نیروی زمینی آلمان حضور داشت.
از سال ۱۹۴۳ تا سال ۱۹۴۴، فنلاند ۵۹ دستگاه اشتوگ ۳ مدل جی از آلمان دریافت کرد که از آن‌ها علیه شوروی استفاده کرد. بخش اوّل این زره‌پوش‌ها در سال ۱۹۴۳ موفق شدند تنها با از دست دادن ۸ دستگاه (برخی توسط خدمه برای جلوگیری از به غنیمت درآمدن)، دست‌کم ۸۷ تانک ارتش سرخ را از بین ببرند. دستهٔ دوم زره‌پوش‌های اشتوگ ۳ تحویل داده شده به فنلاند، با توجه به امضای پیمان صلح بین این کشور و شوروی، عملیات رزمی خاصی را تجربه نکردند. پس از جنگ، این زره‌پوش‌ها یکی از مهم‌ترین خودروی‌های زرمی ارتش فنلاند به حساب می‌آمدند تا اینکه از دهه ۱۹۶۰ میلادی کنار نهاده شدند.
صد دستگاه زره‌پوش اشتوگ ۳ مدل جی در پاییز سال ۱۹۴۳ به رومانی تحویل داده شدند که در ارتش این کشور تی‌ای (TA) نام گرفتند. تا ماه فوریه سال ۱۹۴۵ دست‌کم ۱۳ دستگاه از این زره‌پوش‌ها همچنان در خدمت ارتش رومانی بودند که همان‌ها نیز تا پایان جنگ از بین رفتند. گفته می‌شود تا ماه نوامبر سال ۱۹۴۷، سی و یک اشتوگ ۳ که عموماً پس از پایان جنگ از ادوات به غنیمت گرفته شده توسط شوروی به این کشور سپرده شده بود یا از اشتوگ‌های تعمیر شده توسط ارتش باقیمانده بودند، در اختیار ارتش رومانی بود. نهایتاً با تصمیم رژیم کمونیستی جدید بر استفاده از تجهیزات ساخت شوروی، از دهه ۱۹۵۰ میلادی تمامی تسلیحات ساخت آلمان از رده خارج و مدّتی بعد اوراق شدند.
زره‌پوش‌های اشتوگ ۳ به سایر کشورهای دوست آلمان شامل بلغارستان، مجارستان، اسپانیا و ایتالیا نیز صادر شد. مجارستان از زره‌پوش‌های اشتوگ ۳ خود علیه شوروی که از اواخر سال ۱۹۴۴ تا اوایل سال ۱۹۴۵ به این کشور تهاجم آورده بود، استفاده کرد. بلغارستان از زره‌پوش‌های خود در مقابل شوروی استفاده نکرد، چرا که پیش از مورد حمله قرار گرفتن با کنار گذاشتن اتحاد با آلمان، به متفقین پیوست. پس از جنگ، مدّت کوتاهی از زره‌پوش‌های اشتوگ ۳ در بلغارستان استفاده شد و از آن پس از آن‌ها به عنوان استحکامات دفاعی ثابت در خط دفاعی مارکو کرالی در مرز مشترک با ترکیه استفاده شد. تعدادی از زره‌پوش‌های اشتوگ ۳ به نیروهای مسلح (شبه‌نظامی) وابسته به دولت کرواسی داده شد که بیشتر آن‌ها به چنگ پارتیزان‌های کمونیست به رهبری یوسیپ تیتو در یوگسلاوی افتاد. از این تجهیزات توسط ارتش خلق یوگسلاوی تا دهه ۱۹۵۰ میلادی که با زره‌پوش‌های مدرن‌تر جایگزین شدند، استفاده شد. اسپانیا نیز در طول جنگ جهانی دوم، تعداد اندکی اشتوگ ۳ (نزدیک ۱۰ دستگاه) از آلمان خریداری کرد و آن‌ها را در دهه‌های ۱۹۵۰ و ۱۹۶۰ میلادی به سوریه فروخت. ایتالیا در بین متحدان آلمان با دریافت تنها سه دستگاه اشتوگ ۳ کمترین گیرنده این زره‌پوش‌ها به حساب می‌آید.
پس از پایان جنگ جهانی دوم، نیروهای آلمانی چندین دستگاه زره‌پوش اشتوگ ۳ را در کشورهای تحت اشغال خود همانند چکسلواکی، فرانسه، نروژ و یوگسلاوی باقی گذاشتند. اتحاد جماهیر شوروی نیز صدها دستگاه از اشتوگ‌های آلمانی را به غنیمت گرفت که بسیاری از آن را بعدها به سوریه سپرد. ارتش سوریه از این زره‌پوش‌ها در کنار تجهیزات دیگر دریافت کرده از شوروی و چکسلواکی، در جنگ با اسرائیل از جمله جنگ شش‌روزه استفاده کرد. تمامی زره‌پوش‌های اشتوگ ارتش سوریه تا پایان جنگ شش روزه، منهدم، اوراق یا به غنیمت گرفته یا به عنوان استحکامات دفاعی ثابت در ارتفاعات جولان به کار گرفته شد.

## انواع

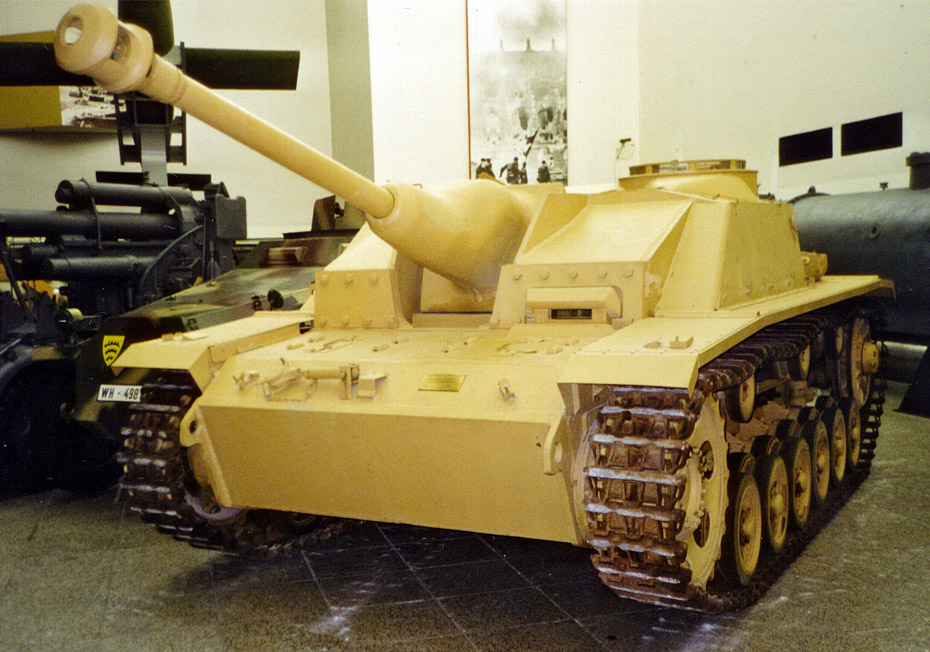
یک دستگاه اشتوگ ۳ در یک موزه نظامی در درسدن

- پیش‌نمونه اشتوگ ۳: پنج دستگاه در سال ۱۹۳۷ تولید شد. دارای هشت چرخ در هر طرف با شنی ۳۶۰ میلی‌متری، بدنه‌ای با زره ۱۴٫۵ میلی‌متر و توپ ۷۵ میلی‌متری StuK 37 L/24. با توجه به مناسب نبودن برای اهداف رزمی به عنوان خودروی آموزشی تا سال ۱۹۴۱ استفاده شد.

### مدل‌های کوتاه‌لوله

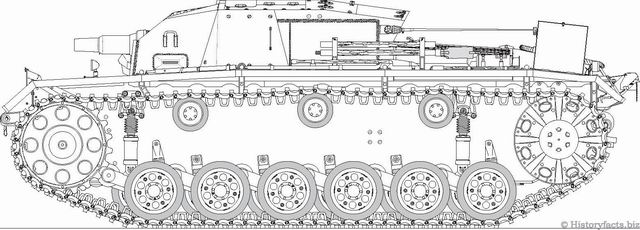
اشتوگ ۳ مدل ای (Ausf. A)

- اشتوگ ۳ مدل اِی (Ausf. A): ۳۰+۶ دستگاه تولید شده بین ماه‌های ژانویه و مه سال ۱۹۴۰ توسط دایملر آگ، شاسی اصلاح شده پنزر ۳ مدل اف (Panzer III Ausf.F)، زره پیشین ۵۰ میلی‌متری (زاویه ۹ درجه مقابل راننده و ۳۰ و ۵۰ درجه در دماغه بدنه)، اطراف (عمودی) و پسین ۳۰ میلی‌متری (زاویه ۱۰ و ۳۰ درجه)، کف ۱۵ میلی‌متری، سقف ۱۰ میلی‌متری (تقریباً افقی)، پوسته موتور ۱۶ میلی‌متری و بخش ابتدایی توپ (gun mantlet) 50 میلی‌متری،[۱] بعدها اضافه شدن صفحه ۸ میلی‌متری با زوایه ۳۰ درجه به اطراف بدنه،[۱] یک دریچه دو تکه کوچک در سقف جلوی بدنه برای راننده و دو دریچه دو تکه بزرگ در سقف پشت توپ برای مابقی خدمه (توپچی راست و فرمانده چپ)[۱] و سهولت ورود با توجه به ارتفاع کوتاه زره‌پوش،[۱] امکان خروج راننده از حفره ای در صفحه جلوی بدنه در صورت واژگونی یا مسدود شدن دریچه سقف،[۱] قابل تنظیم بودن ارتفاع صندلی فرمانده و وجود امکان مشاهده مستقیم از راه دریچه یا از طریق پریسکوپ درون زره‌پوش،[۱] اتصال صندلی فرمانده به دیواره چپ بدنه و امکان تا شدن آن و اتصال صندلی توپچی به خود توپ به شکل مرسوم،[۱] دو دریچه دو تکه بزرگ و دو دریچه کوچک‌تر یک تکه برای دسترسی به موتور در پشت بدنه،[۱] نبود مسلسل به عنوان سلاح ثانویه با توجه به نقش اولیه پشتیبانی از پیاده‌نظام و حضور نزدیک این نیروها در اطراف زره‌پوش در کنار وجود تسلیحات سبک همچون تفنگ ام‌پی ۴۰ درون زره‌پوش،[۱] شش تولید شده آخر با شاسی پنزر ۳ مدل جی (G)، به کار گرفته شده ۱۵ دستگاه[۱] در نبرد فرانسه
- اشتوگ ۳ مدل بی (Ausf. B): ۳۰۰ دستگاه تولید شده بین ماه ژوئن سال ۱۹۴۰ تا ماه مه سال ۱۹۴۱ توسط آلکت، با شاسی پنزر ۳ مدل اچ، شنی عریض‌تر ۳۸۰ میلی‌متری، عریض‌تر شدن متناسب دو چرخ دور پلاستیکی در هر طرف، تغییر سیستم مشکل ساز انتقال قدرت ۱۰ دنده به مدل ۶ دنده، جلوتر کشیده شدن جلوترین دو چرخ دور برگردان جهت جلوگیری از خارج شدن شنی هنگام چرخش‌های شدید، کاهش حرکت عمودی شنی، تغییر چرخ گرداننده شنی از هشت عاج به شش عاج
- اشتوگ ۳ مدل سی (Ausf. C): ۵۰ دستگاه تولید شده در ماه آوریل سال ۱۹۴۱، حذف تله گلوله (محلی که با کمانه دادن تیر دشمن باعث برخورد آن به نقطه دیگری از بدنه می‌شود) چشمی جلو آمده توپچی در بالای چشمی راننده با قرار دادن چشمی توپچی در بالای بدنه، طراحی مجدد چرخ رابط
- اشتوگ ۳ مدل دی (Ausf. D): ۱۵۰ دستگاه تولید شده در ماه سپتامبر سال ۱۹۴۱، در حقیقت تمدید قرارداد تولید مدل سی، نصب دستگاه مخابراتی داخل زره‌پوش، کاملاً مشابه مدل سی
- اشتوگ ۳ مدل ایی (Ausf. E): ۲۸۴ دستگاه تولید شده بین ماه سپتامبر سال ۱۹۴۱ تا فوریه سال ۱۹۴۲، اضافه شدن جبهه‌های زرهی برای تجهیزات رادیویی در اطراف بدنه، افزایش حجم محل ذخیره‌سازی مهمات (ارتقا به ۵۰ گلوله)، اضافه شدن یک مسلسل ام‌گه ۳۴ با هفت خشاب استوانه‌ای به بخش سمت راست پشت توپ برای محافظت از زره‌پوش در مقابل نیروی پیاده دشمن، اضافه شدن پریسکوپ برجسته بین دو چشمی مدل SF14Z برای فرمانده

### مدل‌های بلندلوله

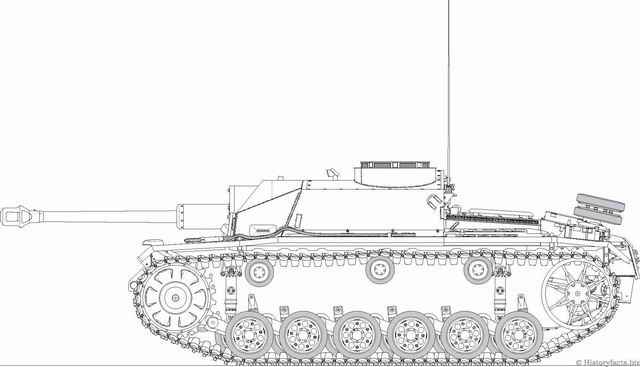
تولید اوّلیه اشتوگ ۳ مدل جی (Ausf. G)، دسامبر ۱۹۴۲

- اشتوگ ۳ مدل اف (Ausf. F): ۳۶۶ دستگاه تولید شده بین ماه مارس و سپتامبر سال ۱۹۴۲، نخستین مدل با توپ قدرتمندتر، نصب توپ بلندتر ۷۵ میلی‌متری StuK 40 L/43 با گلوله‌های ضد زره Panzergranat-Patrone 39، با زاویه ۳۰ درجه عمودی نفوذ ۹۱ میلی‌متری در فاصله ۵۰۰ متری، ۸۲ میلی‌متری در فاصله ۱۰۰۰ متری، ۷۲ میلی‌متری در فاصله ۱۵۰۰ متری و ۶۳ میلی‌متری در فاصله ۲۰۰۰ متری در زره دشمن، توانمند در مقابله با اکثر زره‌پوش‌های ارتش سرخ در فواصل متعارف میدان نبرد، تغییر ماهیت اشتوگ ۳ در این از خودروی پشتیبانی پیاده‌نظام به زره‌پوش ضدتانک، اضافه شدن یک فن تهویه به سقف بدنه جهت خارج کردن دود حاصل از شلیک توپ برای افزایش نواخت تیر، جوش شدن صفحه ۳۰ میلی‌متری فولادی به بخش جلویی بدنه از ماه ژوئن سال ۱۹۴۲ و ارتقا مجموع زره این بخش به ۸۰ میلی‌متر، نصب توپ بلندتر ۷۵ میلی‌متری StuK 40 L/48 با همان مهمات پیشین، با قدرت نفوذ به ترتیب ۹۶، ۸۵، ۷۴ و ۶۴ میلی‌متری در فواصل و درجه ذکر شده قبلی
- اشتوگ ۳ مدل اف/8 (Ausf. F/۸): ۲۵۰ دستگاه تولید شده بین ماه سپتامبر و دسامبر سال ۱۹۴۲، استفاده از شاسی بهبود یافته مشابه شاسی تانک پنزر ۳ مدل جِی (Ausf. J) با افزاش ضخامت زره پشت بدنه، عدد ۸ به جهت استفاده از هشتمین نوع از بدنه تانک پنزر ۳، قرارگیری قلاب‌های یدک‌کشی اطراف بدنه، پیچ و مهره شدن (به جای جوش شدن برای افزایش سرعت تولید) صفحه ۳۰ میلی‌متری فولادی به بخش جلویی بدنه از ماه اکتبر سال ۱۹۴۲، استفاده از ترمز توپی شکل یک حفره دهانه توپ همانند توپ تانک پنزر ۴ مدل جی (Ausf. G) به جای ترمز کمیاب دو حفره‌ای
- اشتوگ ۳ مدل جی (Ausf. G): قریب به ۸۴۰۰ دستگاه تولید شده بین ماه دسامبر سال ۱۹۴۲ و ماه آوریل سال ۱۹۴۵، ۱۴۲ دستگاه بر پایه شاسی تانک پنزر ۳ مدل ام (Ausf. M)، ۱۷۳ دستگاه تبدیل شده از تانک پنزر ۳، آخرین و پُر تولیدترین مدل اشتوگ ۳، افزایش چشمگیر تولیدات به جهت سازمان‌دهی سراسری مجدد تولیدات (همانند ساده‌سازی و استانداردسازی) به دست آلبرت اشپر، وزیر تسلیحات و تولید نظامی رایش سوم،[۱] عریض تر شدن بخش بالایی بدنه همراه حذف جعبه‌های جوش شده از اطراف بدنه، افزایش ارتفاع با طراحی جدید بدنه به ۲۱۶۰ میلی‌متر، مسطح شدن دیواره پشتی اتاقک توپ و انتقال فن تهویه به آن قسمت، حذف پریسکوپ راننده از ماه مارس سال ۱۹۴۳، اضافه شدن کارخانه MIAG به خط تولید از فوریه ۱۹۴۳، اضافه شدن زره با فاصله به اطراف بدنه (همانند پنزر ۴ مدل اچ) در مقابل آتش تسلیحات ضد تانک، اصلاح برخی مدل‌های اشتوگ اف/۸ با زره با فاصله، بی تأثیری این زره با فاصله با توجه به ناپایداری آن، استفاده از زره پیشین یکپارچه ۸۰ میلی‌متری به جای زره ۵۰ میلی‌متری و صفحه ۳۰ میلی‌متری از ماه مارس سال ۱۹۴۴، اضافه شدن برجک چرخان فرمانده، حذف آن و ثابت شدن برجک فرمانده از سپتامبر سال ۱۹۴۳ به دلیل کمبود بلبرینگ در اثر بمباران مناطق صنعتی توسط متفقین، اضافه شدن مجدد آن با دسترسی مجدد به بلبرینگ کافی از ماه اوت سال ۱۹۴۴، تغییر زره بخش ابتدایی توپ (gun mantlet) به یک زره خمیده معروف به «سر خوک» بدون مسلسل هم‌محور، این زره ریخته‌گری شده محدب بخش ابتدایی توپ در دفع گلوله‌های دشمن مؤثرتر از زره جعبه‌ای شکل قبلی عمل می‌کرد. البته با توجه به محدودیت‌های صنعتی آلمان در ریخته‌گری زره جعبه‌ای در برخی تولیدات تا پایان جنگ همچنان به کار برده شد، بازگردانده شدن مسلسل هم‌محور در داخل زره بخش ابتدایی توپ از اکتبر سال ۱۹۴۴، حذف دور پلاستیکی دور چرخ‌های دوربرگردان به دلیل کمبود دسترسی به این مادّه از نوامبر سال ۱۹۴۳، استفاده از مادّه ضد مین مغناطیسی زیمریت از ماه سپتامبر (کارخانه MIAG) و نوامبر (کارخانه آلکت) سال ۱۹۴۳ تا پایان ماه سپتامبر سال ۱۹۴۴، نصب مسلسل روی سقف در خط تولید[۱]

### انواع دیگر

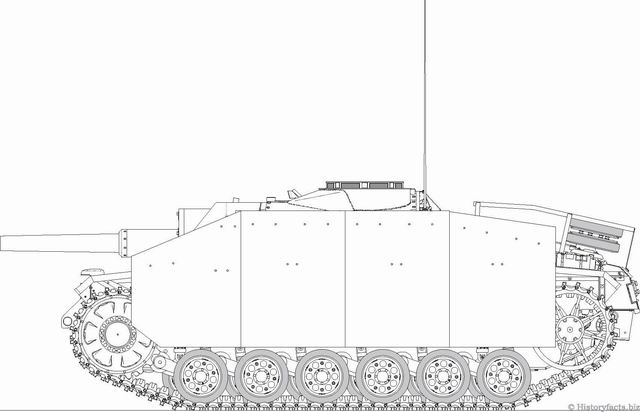
اشتورم‌هوبیتزه ۴۲ با زره با فاصله

- اشتورم‌هاوبیتسه ۴۲ (اشتوه ۴۲) (Sturmhaubitze 42 - StuH 42): در سال ۱۹۴۲، نمونه‌ای از اشتوگ ۳ مدل اف طراحی شد که بر روی آن نوعی از توپ ۱۰۵ میلی‌متری leFH 18 نصب شده بود. این زره‌پوش جدید به جهت پشتیبانی از نیروی پیاده طراحی شده بود، چرا که با توجه به تعداد زیاد زره‌پوش‌های اشتوگ دیگر نیاز به آتش ضد تانک تأمین شده بود. توپ زره‌پوش اشتوه ۴۲ به صورت الکتریکی کنترل شده و یک ترمز گلوله بر دهانه آن تعبیه شده بود. مدل‌های تولید شده از این زره‌پوش بر پایه شاسی اشتوگ ۳ مدل جی تولید شدند. در اثر کمبود منابع گاهی ترمز گلوله دهانه توپ حذف می‌شد. کارخانه آلکت قریب به ۱۳۰۰ دستگاه از زره‌پوش اشتوه ۴۲ بین ماه مارس سال ۱۴۳ تا سال ۱۹۴۵ تولید کرد. ۱۲ دستگاه اوّلیه با تغییر بر روی زره‌پوش‌های اشتوگ ۳ مدل اف و اف/۸ از پاییز سال ۱۹۴۲ تا ژانویه سال ۱۹۴۳ تولید شد.
- اشتوگ ۳ (فلَم) (StuG III (Flamm)): در سال ۱۹۴۳ ده دستگاه از زره‌پوش‌های اشتوگ ۳ با جایگزینی توپ آن‌ها با یک شعله‌افکن به مدل اشتوگ ۳ (فلَم) تغییر یافتند. تمامی شاسی‌های تغییر کرده از شاسی‌های انبار شده از مدل‌های قبل از مدل اف بودند. هیچ گزارشی از استفاده میدانی از این طراحی در دست نیست و تصور می‌شود که همهٔ آن‌ها در سال ۱۹۴۴ مجدداً به زره‌پوش‌های اشتوگ مدل جی تغییر یافتند.
- اشتورم‌گشوتس ۴ (Sturmgeschütz IV - StuG IV): بمباران کارخانه آلکت باعث کاهش شدید تولیدات اشتوگ ۳ در نوامبر سال ۱۹۴۳ شد. برای جبران این کمبود شرکت کروپ طرحی را در دسامبر همان سال به هیتلر پیشنهاد کرد که بر اساس آن زره‌پوش جدیدی تحت عنوان اشتوگ ۴ بر پایه شاسی تانک پنزر ۴ با ایجاد تغییرات اندکی در بدنه اشتوگ ۳ از ماه ژانویه سال ۱۹۴۴ وارد خط تولید شد.
- اشتورم‌اینفانتری‌گشوتس ۳۳ب (Sturm-Infanteriegeschütz 33B): در اواخر سال ۱۹۴۱ شاسی اشتوگ ۳ جهت حمل توپ سنگین ۱۵۰ میلی‌متری sIG 33 برگزیده شد. ۲۴ دستگاه از این زره‌پوش‌ها با استفاده از شاسی‌های قدیمی اشتوگ ۳ بازسازی شد. ۲۰ دستگاه از این تعداد در نبرد استالینگراد حضور پیدا کردند که همگی منهدم شده یا به غنیمت دشمن درآمدند. مابقی ۱۲ دستگاه به لشکر بیست و دوم زرهی پیوستند.
- اس‌یو-۷۶آی (SU-76i): توپ خودکششی ساخت شوروی بر پایه شاسی زره‌پوش‌های اشتوگ ۳ و تانک‌های پنزر ۳ به غنیمت گرفته شده طراحی شد. در مجموع، کارخانه شماره ۳۷ در اسوردلوفسک ۷۶ دستگاه اس‌یو-۷۶آی و ۱۰ دستگاه خودروی فرماندهی اس‌یو-۷۶آی با یک توپ ۷۶٫۲ میلی‌متری تانک اس-۱ برای ارتش سرخ تولید کرد.

مجموعاً بیش از ۱۰ هزار دستگاه اشتوگ ۳ (۷۵۰۰ دستگاه در کارخانه آلکت و مابقی در کارخانه MIAG) در مدل‌های مختلف بین سال‌های ۱۹۴۰ تا ۱۹۴۵ تولید شد.

## نگارخانه

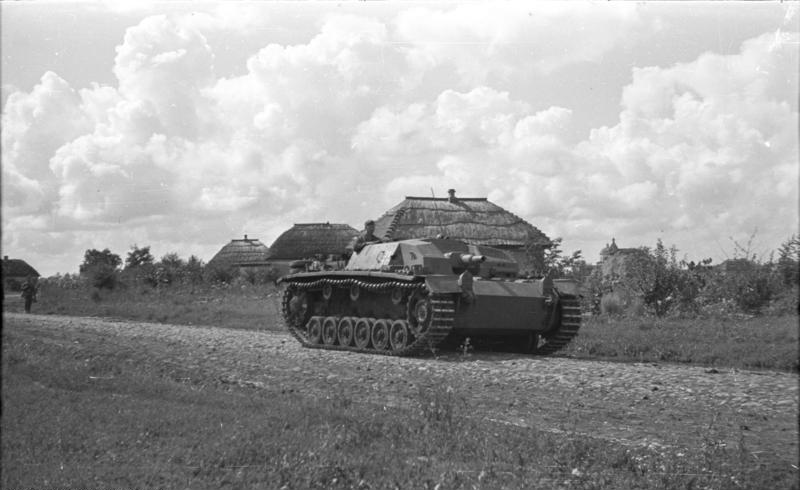
اشتوگ ۳ مدل بی در اتحاد جماهیر شوروی، ۱۹۴۱
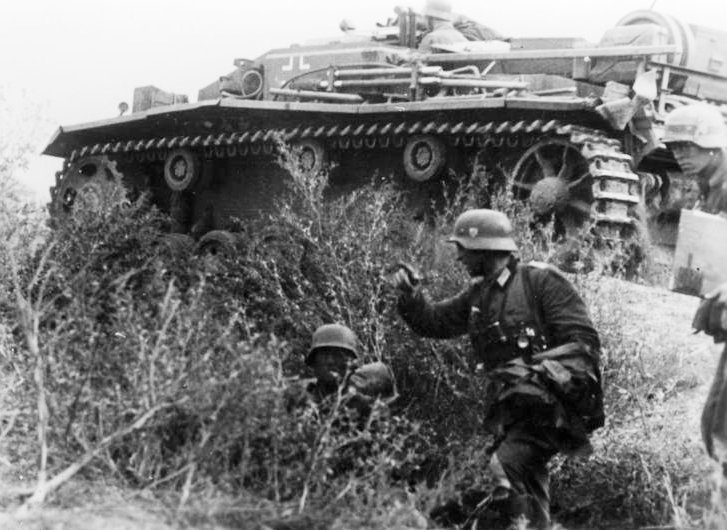
نبرد استالینگراد: پیشروی پیاده‌نظام با پشتیبانی توپ تهاجمی اشتوگ ۳ به سمت مرکز استالینگراد
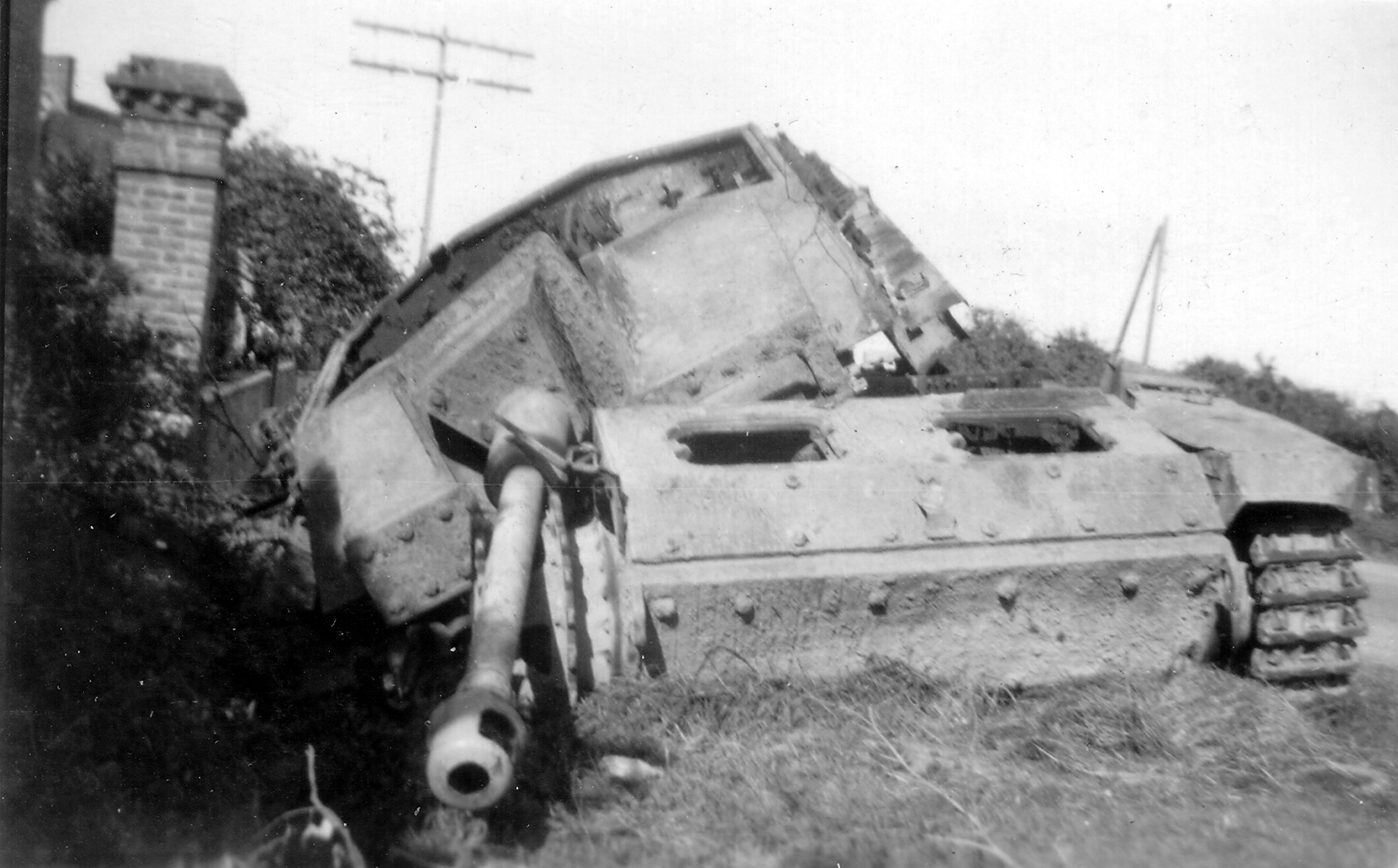
اشتوگ ۳ مدل جی منهدم شده در نرماندی در اثر انفجار درونی، ۱۹۴۴
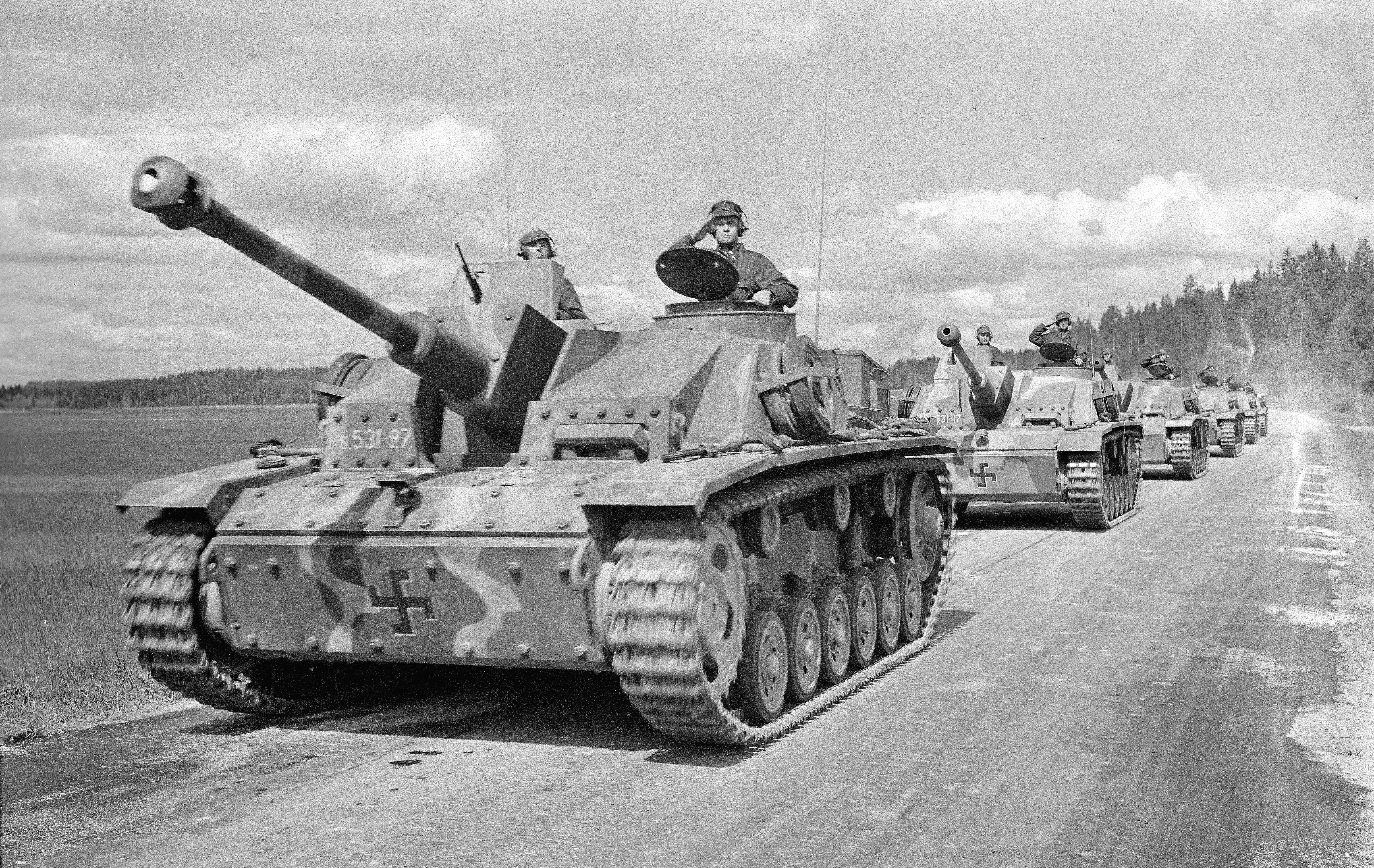
اشتوگ ۳ مدل جی در فنلاند، ژوئن ۱۹۴۴
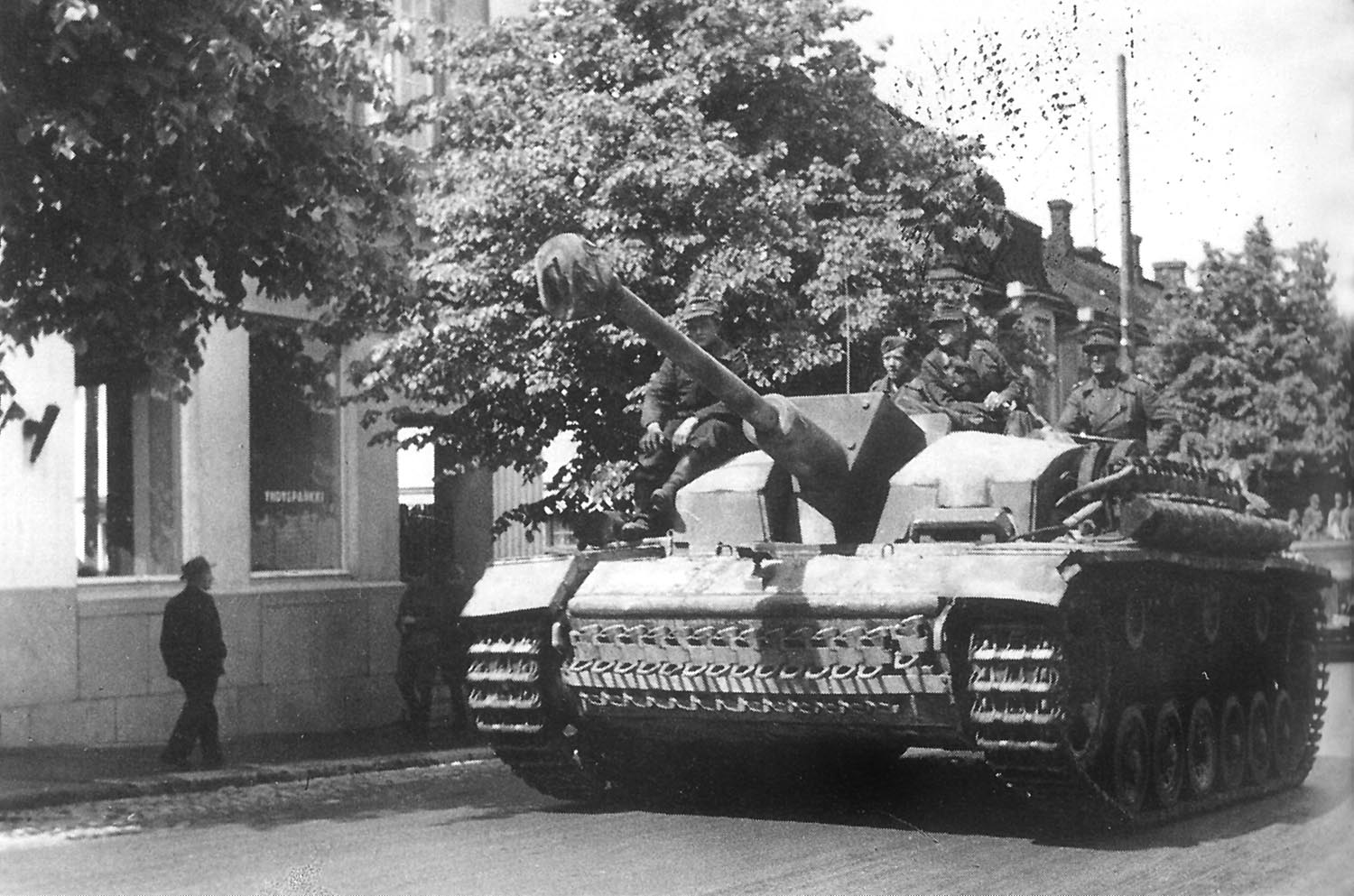
اشتوگ ۳ مدل اف در فنلاند
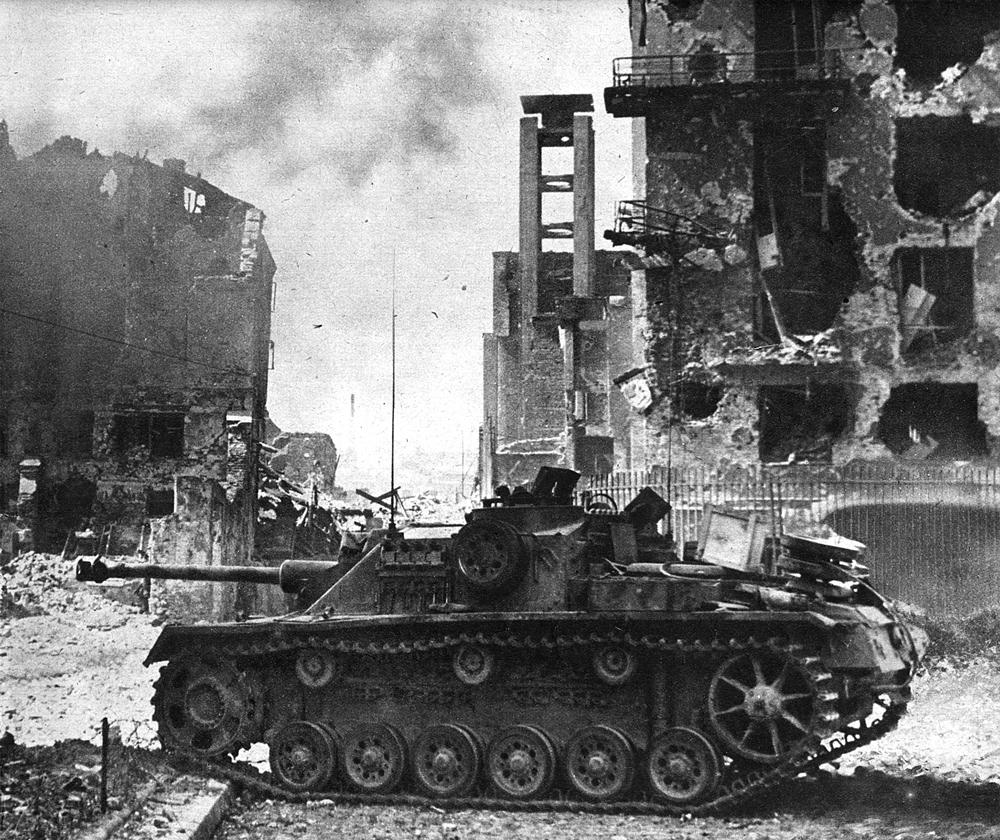
اشتوگ ۳ مدل جی در قیام ورشو
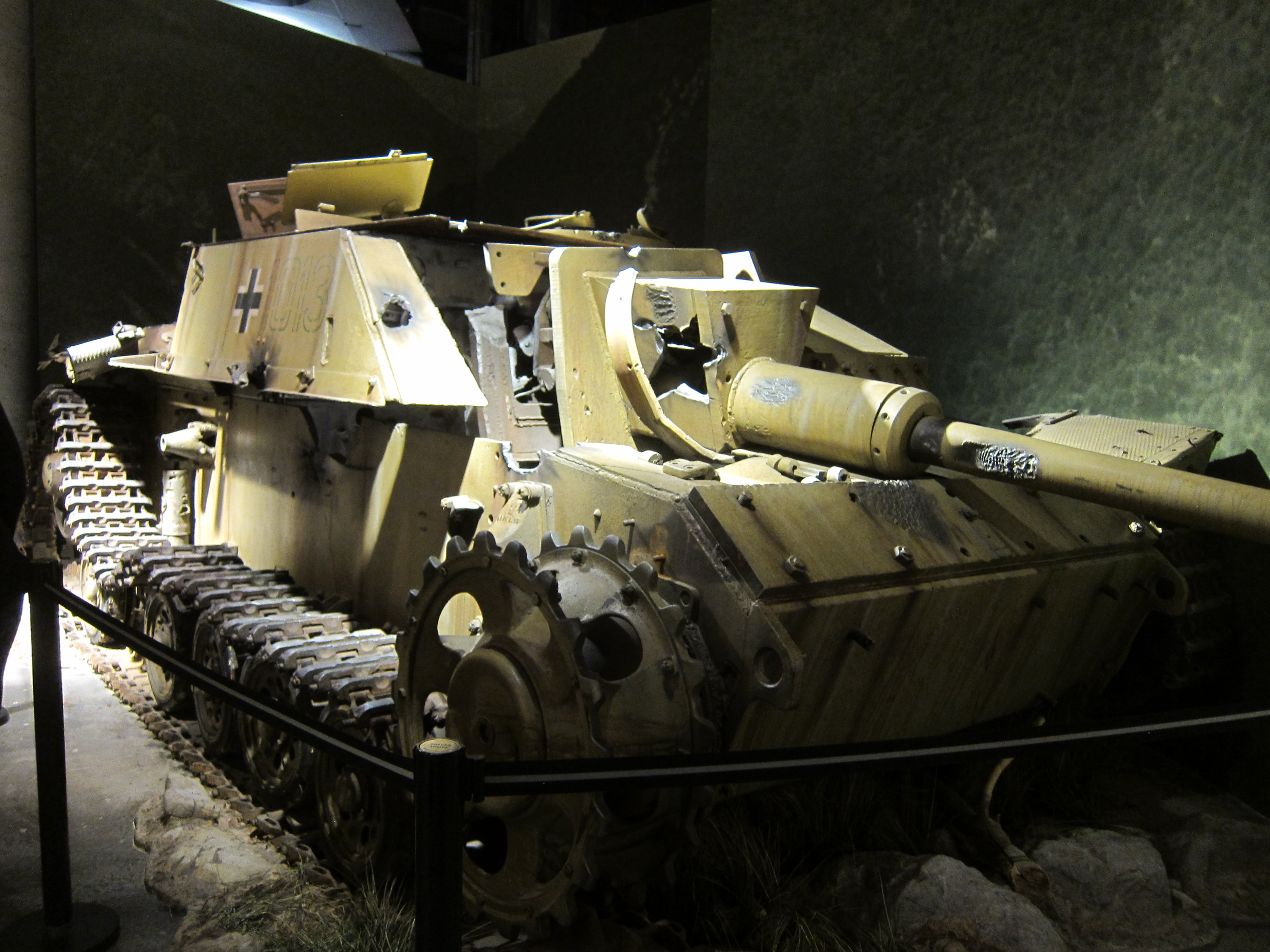
اشتوگ ۳ مدل جی در موزه جنگ کانادا
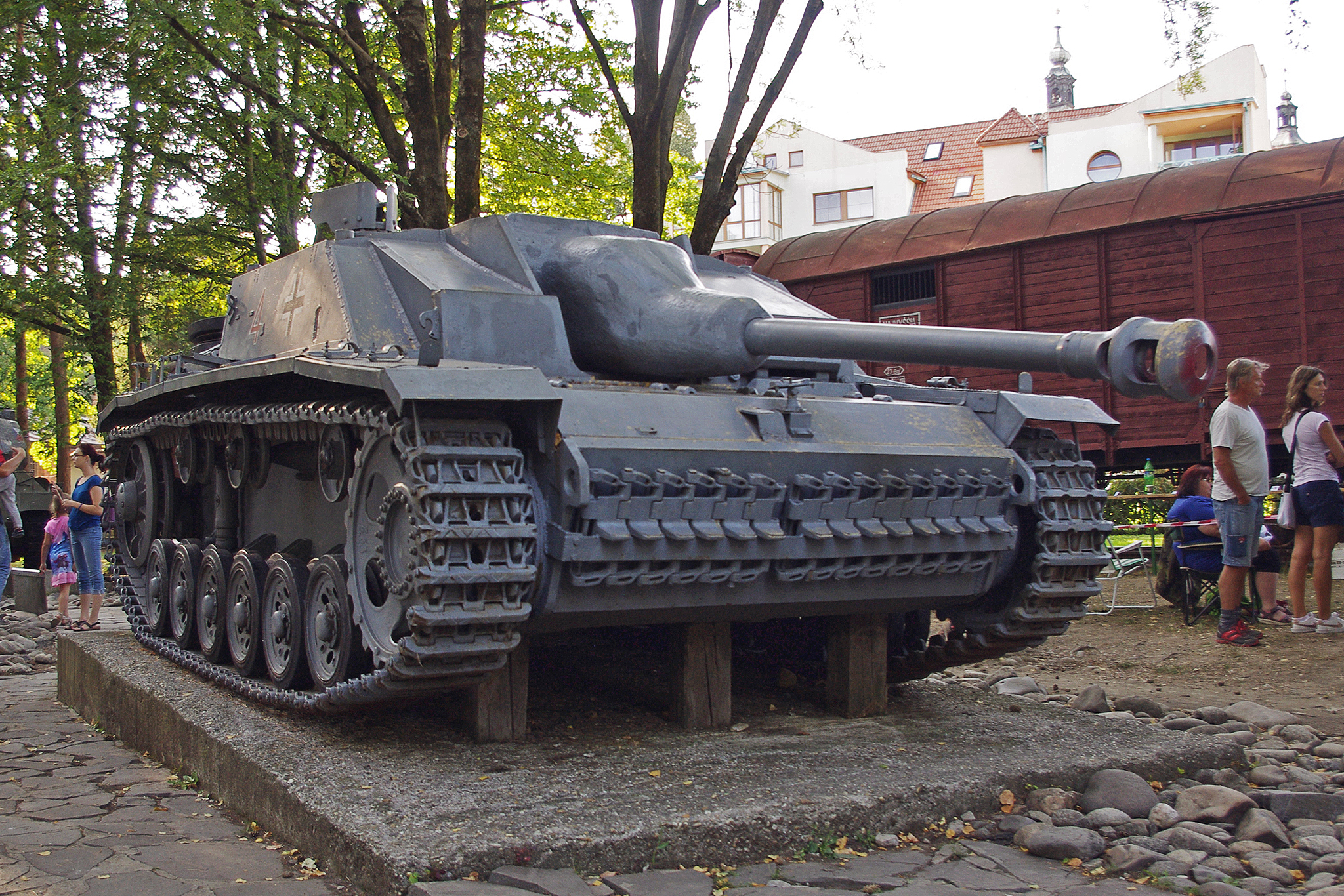
اشتوگ ۳ مدل جی در موزه قیام ملّی در اسلواکی
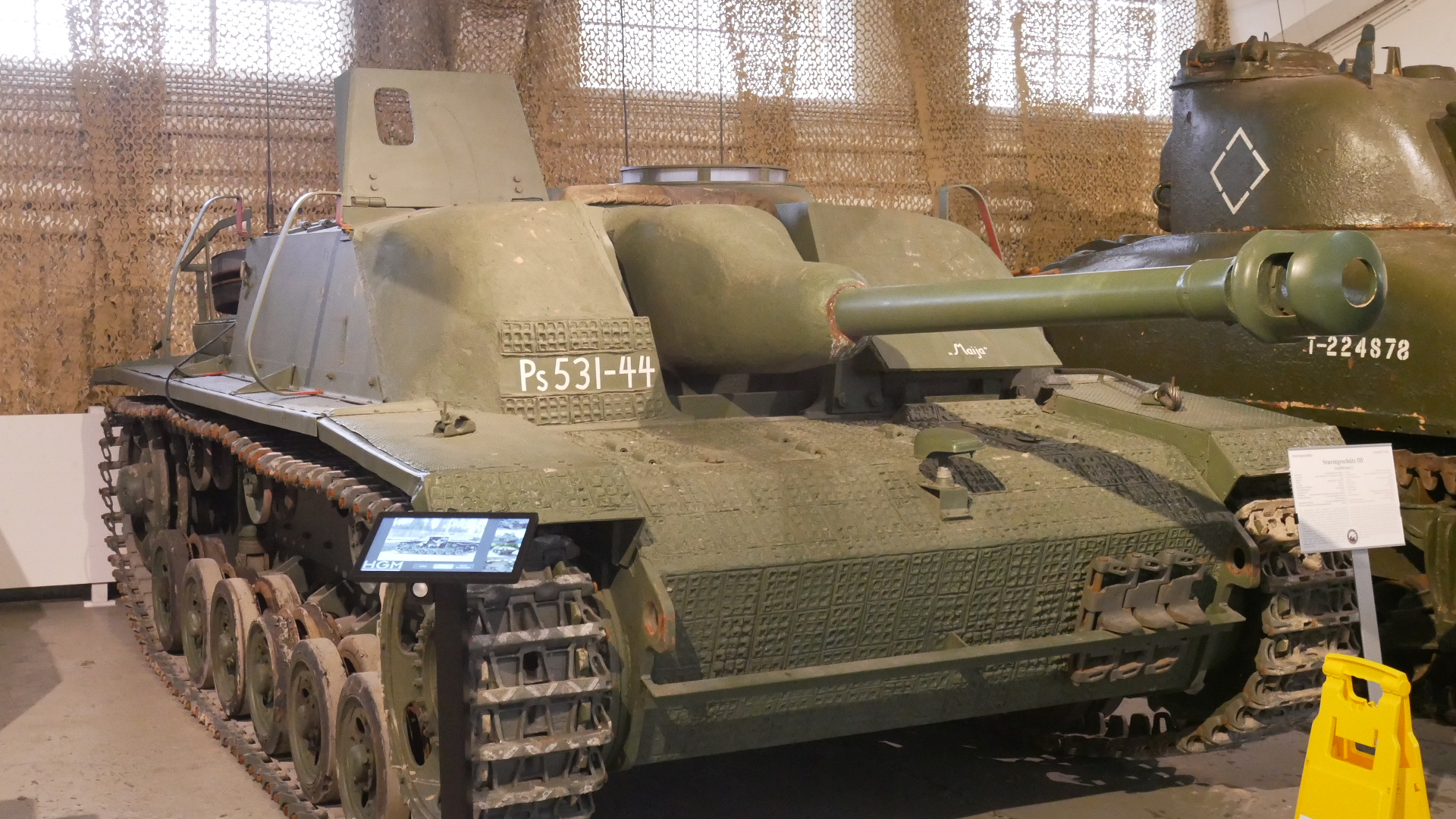
اشتوگ ۳ ارتش فنلاند در موزه‌ای در وین اتریش

## کاربران
- آلمان نازی - کاربر اصلی

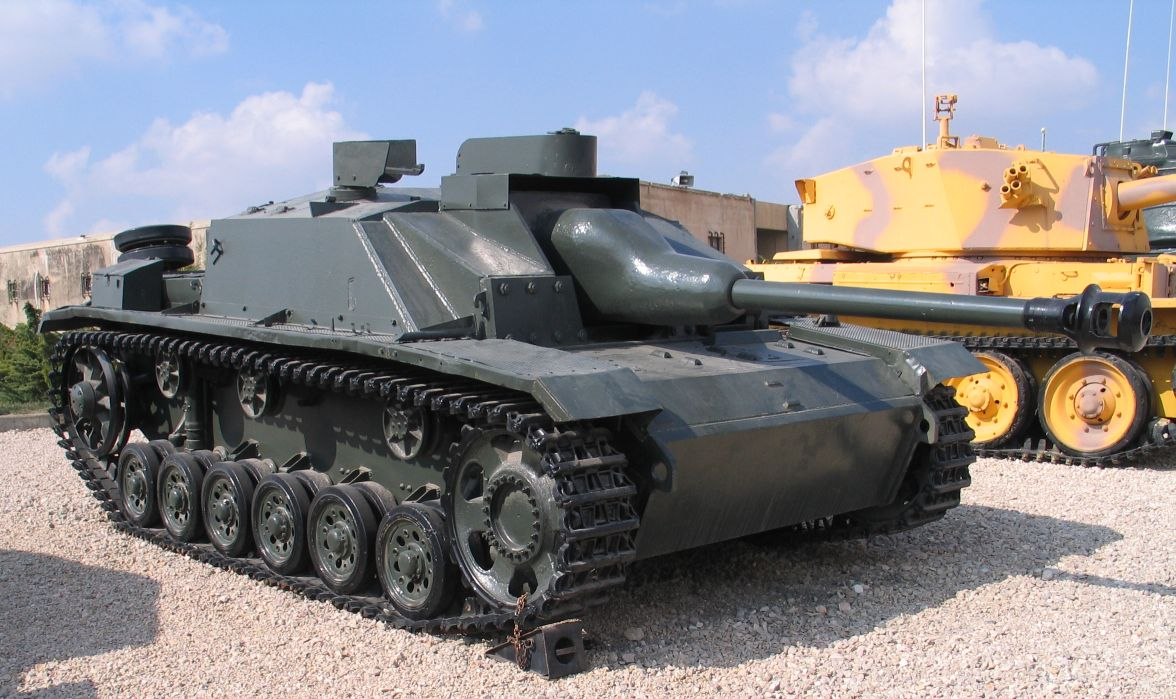
اشتوگ ۳ ارتش سوریه غنیمت گرفته شده توسط اسرائیل

- پادشاهی رومانی - صدها دستگاه از آلمان و شوری دریافت شد، اوراق شده تا سال ۱۹۵۴
- پادشاهی بلغارستان - چندین دستگاه از آلمان و شوری دریافت شد، اوراق شده یا استفاده به عنوان استحکامات
- فنلاند - 30 دستگاه در سال ۱۹۴۳ و ۲۹ دستگاه در سال ۱۹۴۴ از آلمان خریداری شد و در جنگ پس‌آیند علیه شوروی به کار رفت.
- چکسلواکی - چندین دستگاه پس از جنگ به غنیمت درآمد که نهایتاً اوراق یا به سوریه فروخته شد. یک دستگاه هم‌اکنون در موزه‌ای در شهر بانسکا بیستریتسا به نمایش گذاشته شده است.
- فرانسه - چندین دستگاه پس از جنگ به غنیمت درآمد که پس از مدّت کوتاهی اوراق یا به سوریه فروخته شد.
- پادشاهی مجارستان - دریافت ۵۰ دستگاه از آلمان در سال ۱۹۴۴
- ایتالیا - دریافت ۱۲ دستگاه از آلمان در سال ۱۹۴۳
- نروژ - غنیمت گرفته شده پس از جنگ - بین سال‌های ۱۹۴۷ تا ۱۹۵۱
- اسپانیا - خریداری ۱۰ دستگاه از آلمان در سال ۱۹۴۳ و استفاده تا سال ۱۹۵۴، فروخته شده به سوریه، یک دستگاه باقیمانده در موزه‌ای در کارتاخنا
- سوئد - یک دستگاه از مدل دی در سال ۱۹۴۵ از دانمارک جهت استفاده در آزمایش مین‌های ضد تانک و یک دستگاه از مدل جی برای قطعات یدکی دریافت شد.
- سوریه - دریافت حداقل ۳۰ دستگاه از چندین کشور از جمله شوروی، فرانسه، چکسلواکی و اسپانیا
- ترکیه - دریافت از آلمان در جنگ جهانی دوم
- اتحاد جماهیر شوروی - صدها دستگاه به غنیمت گرفته شده، استفاده در آزمایش‌ها و تعداد اندکی در خط مقدم
- جمهوری فدرال سوسیالیست یوگسلاوی - چندین دستگاه از آلمان و سایر متحدان به غنیمت گرفته و تا دهه ۱۹۵۰ به کار برده شد.